# Бабицкайте-Грайчюнене, Уне
У́не Бабицка́йте-Грайчю́нене (лит. Unė Babickaitė-Graičiūnienė; театральное имя Уне Байе; 1 мая 1897, Лаукминишкяй (Лаукманишкяй) Паневежской волости — 1 августа 1961, Каунас) — литовская актриса театра и режиссёр, переводчица; сестра литовского военного деятеля Казиса Бабицкаса и поэта, прозаика, публициста Пятраса Бабицкаса.

## Биография
Родилась в крестьянской семье. Училась в гимназии в Поневеже, где познакомилась с будущим драматурном, театральным критиком, писателем Балисом Сруогой. В Петрограде была учительницей и работала в военном госпитале, участвовала в любительской театральной деятельности (1914—1918). Там же вновь встретилась с Балисом Сруогой, который дал ей имя Уне, и по его настоянию обучалась пению и театральному искусству в императорской Петроградской консерватории и на Музыкально-драматических и оперных курсах Б. В. Поллака.
В 1918—1919 годах — актриса и режиссёр общества „Dainos bei scenos“ («Песни и сцены») в Каунасе, руководила драматическим кружком. В её постановке состоялись спектакли по пьесам Ивана Тогобочного (И. А. Щеголева), Людаса Гиры, Михаила Балуцкого.
В 1919 году уехала в США. В Америке её опекала Юлия Жемайте. Организовывала спектакли в литовских колониях и играла в них роли. В 1923—1924 годах снималась в американских немых кинофильмах — „For the Love of a Woman“ („Paramount“), „Foxhunt“ („Thurberville“) и „The Life and Times of George Washington“ (Apollo). Играла в театрах Нью-Йорка и Вашингтона (1924—1926). В 1924 году вышла замуж за инженера Витаутаса Андрюса Грайчюнаса.
С 1928 года вместе с мужем жила в Европе, играла в театрах Парижа и Лондона (1928—1936). В Париже познакомилась с К. Д. Бальмонтом и оказывала ему материальную поддержку.
По возвращении в Литву руководила театром Союза стрелков (1936—1939), драматическим кружком Каунасского университета (1948—1950).
В 1951 году Уне Бабицкайте-Грайчюнене и её муж были арестованы по обвинению в шпионаже и антисоветской деятельности. Витаутас Андрюс Грайчюнас умер в 1952 году, по другой версии совершил самоубийство в ссылке. Уне Бабицкайте-Грайчюнене была сослана в лагерь в Куйбышевскую область. В 1953 году вернулась в Литву.

## Театральная деятельность
Играла женские роли в спектаклях по пьесам Людаса Гиры, Людвики Диджюлене-Жмоны, западноевропейских драматургов. Ставила спектакли по пьесам Пятраса Вайчюнаса, других литовских и западноевропейских авторов. В 1936—1943 годах выступала с декламацией стихотворений на каунасском Радиофоне, как называлась литовская радиостанция.

## Переводческая деятельность
Переводила с французского языка стихи, пьесы, романы.